# Rappresentativa calcistica dipendenti vaticani
La Rappresentativa Calcistica Dipendenti Vaticani (o anche erroneamente chiamata Selezione di calcio della Città del Vaticano) è la squadra di calcio che rappresenta lo Stato della Città del Vaticano gestita dall'Attività Calcistica Dipendenti Vaticani che controlla e organizza l'attività calcistica nel piccolo Stato vaticano. La federazione è nata nel 1972 per iniziativa di Sergio Valci, dirigente del FAS, che l'ha presieduta fino alla sua scomparsa, nel 2012.
La Città del Vaticano è uno degli otto Stati ufficialmente riconosciuti e indipendenti la cui nazionale di calcio non è riconosciuta dalla FIFA (gli altri sono Monaco, Tuvalu, Kiribati, Stati Federati di Micronesia, Nauru, Isole Marshall e Palau).
Non si può definire la squadra della citta del Vaticano, ovvero una vera e propria nazionale in quanto, i suoi calciatori non praticano il calcio in maniera professionistica e possono partecipare sia religiosi sia laici; essa è perciò più semplicemente una selezione calcistica tra i dipendenti vaticani che militano nel campionato Vaticano: oltre ai prelati troviamo calciatori che lavorano alle Poste vaticane e ai Musei Vaticani, speaker di Radio Vaticana o che fanno parte del Governatorato, membri della Gendarmeria e delle Guardie svizzere. Il CT della squadra è Gianfranco Guadagnoli  (altri allenatori sono stati anche nel 2010 Giovanni Trapattoni, Benedetto De Angelis, Dino da Costa e Antonio Mattioli).
La prima squadra, detta degli Hermes, è nata nel 1966 e i suoi componenti prestavano servizio nel Cortile Ottagono del Museo Pio-Clementino, dove c'è la copia della statua di Prassitele raffigurante il dio greco omonimo.

## Maglia

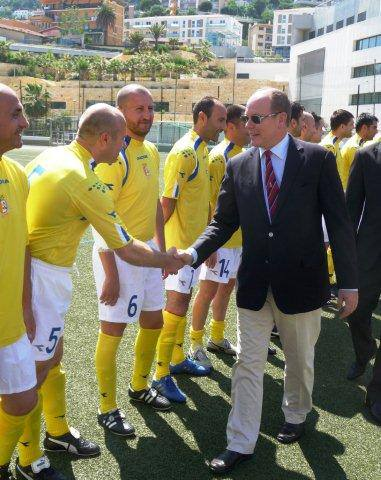
Il principe Alberto II di Monaco saluta i giocatori della selezione vaticana il 22 giugno 2013.

La nuova prima maglia della rappresentativa è bianca con larga banda verticale gialla bordata di rosso e numeri di maglia rossi. Lo sponsor tecnico attuale è Sportika.

## Stadio
Considerato che lo Stato della Città del Vaticano è troppo piccolo per ospitare un campo da calcio, lo "stadio di casa" è situato fuori dai suoi confini: viene perciò utilizzato il campo "Cardinale F. Spellman" dell'Oratorio di San Pietro, a Roma, in Italia.

## Incontri internazionali
| Data             | Luogo                        | Squadra di casa                                       | Squadra in trasferta                  | Risultato | Evento     | Fonte  |
| ---------------- | ---------------------------- | ----------------------------------------------------- | ------------------------------------- | --------- | ---------- | ------ |
| 22 novembre 1994 | Roma, Italia                 | Città del Vaticano                                    | San Marino B                          | 0 - 0     | Amichevole |        |
| 23 novembre 2002 | Roma, Italia                 | Città del Vaticano                                    | Monaco                                | 0 - 0     | Amichevole | [ 10 ] |
| 3 febbraio 2006  | Roma, Italia                 | Città del Vaticano                                    | SV Vollmond                           | 5 - 1     | Amichevole | [ 11 ] |
| 7 maggio 2011    | Roma, Italia                 | Città del Vaticano                                    | Monaco                                | 1 - 2     | Amichevole | [ 10 ] |
| 12 giugno 2011   | Al-Khader, Palestina         | Palestina                                             | Città del Vaticano                    | 9 - 1     | Amichevole |        |
| 22 giugno 2013   | Cap-d'Ail, Francia           | Monaco                                                | Città del Vaticano                    | 2 - 0     | Amichevole | [ 12 ] |
| 10 maggio 2014   | Roma, Italia                 | Città del Vaticano                                    | Monaco                                | 0 - 2     | Amichevole | [ 13 ] |
| 10 agosto 2014   | Mönchengladbach, Germania    | Borussia Mönchengladbach                              | Città del Vaticano                    | 8 - 1     | Amichevole |        |
| 17 giugno 2015   | Roma, Italia                 | Città del Vaticano                                    | Lutherstadt Wittenberg                | 1 - 0     | Amichevole |        |
| 20 giugno 2015   | Roma, Italia                 | Città del Vaticano                                    | FC Schaan                             | 2 - 2     | Amichevole |        |
| 9 ottobre 2015   | Roma, Italia                 | Città del Vaticano                                    | Weisweller ELF                        | 4 - 6     | Amichevole |        |
| 7 novembre 2015  | Pavia, Italia                | Fond. Osp. San Matteo                                 | Città del Vaticano                    | 2 - 1     | Amichevole |        |
| 12 maggio 2016   | Roma, Italia                 | Città del Vaticano                                    | Associazione Italiana Arbitri Seregno | 1 - 1     | Amichevole |        |
| 13 agosto 2016   | Mönchengladbach, Germania    | Weisweller ELF                                        | Città del Vaticano                    | 21 - 4    | Amichevole |        |
| 29 aprile 2017   | Roma, Italia                 | Città del Vaticano                                    | Monaco                                | 0 - 0     | Amichevole |        |
| 17 giugno 2017   | Wittenberg, Germania         | Lutherstadt Wittenberg                                | Città del Vaticano                    | 2 - 0     | Amichevole |        |
| 23 marzo 2018    | Roma, Italia                 | Città del Vaticano                                    | Rezia                                 | 2 - 2     | Amichevole | [ 14 ] |
| 16 giugno 2018   | Schaan, Liechtenstein        | FC Schaan                                             | Città del Vaticano                    | 8 - 1     | Amichevole |        |
| 6 giugno 2019    | Renania-Palatinato, Germania | Nazionale tedesca di calcio dei viticoltori - WEINELF | Città del Vaticano                    | 1 - 1     | Amichevole |        |
| 26 aprile 2022   | Roma, Italia                 | Città del Vaticano                                    | Isola d'Elba                          | 2 - 4     | Amichevole | [ 15 ] |